# Bocaiúva do Sul
Bocaiúva do Sul är en kommun i Brasilien.   Den ligger i delstaten Paraná, i den södra delen av landet, 1 000 km söder om huvudstaden Brasília. Antalet invånare är 11 005.
I omgivningarna runt Bocaiúva do Sul växer i huvudsak städsegrön lövskog. Runt Bocaiúva do Sul är det ganska tätbefolkat, med 70 invånare per kvadratkilometer.